# Gerlosstein
Le Gerlosstein est une montagne qui s’élève à 2 166 m d’altitude dans les Alpes de Zillertal, en Autriche.

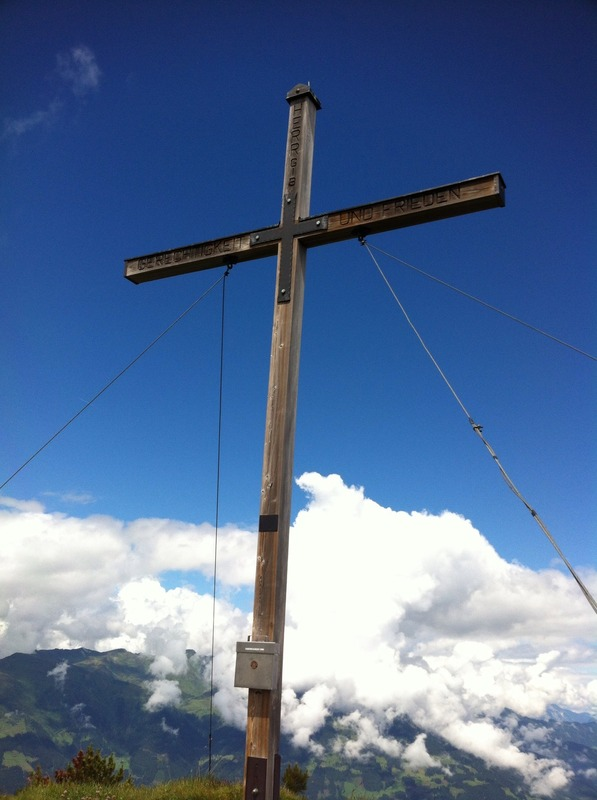
Croix sommitale.
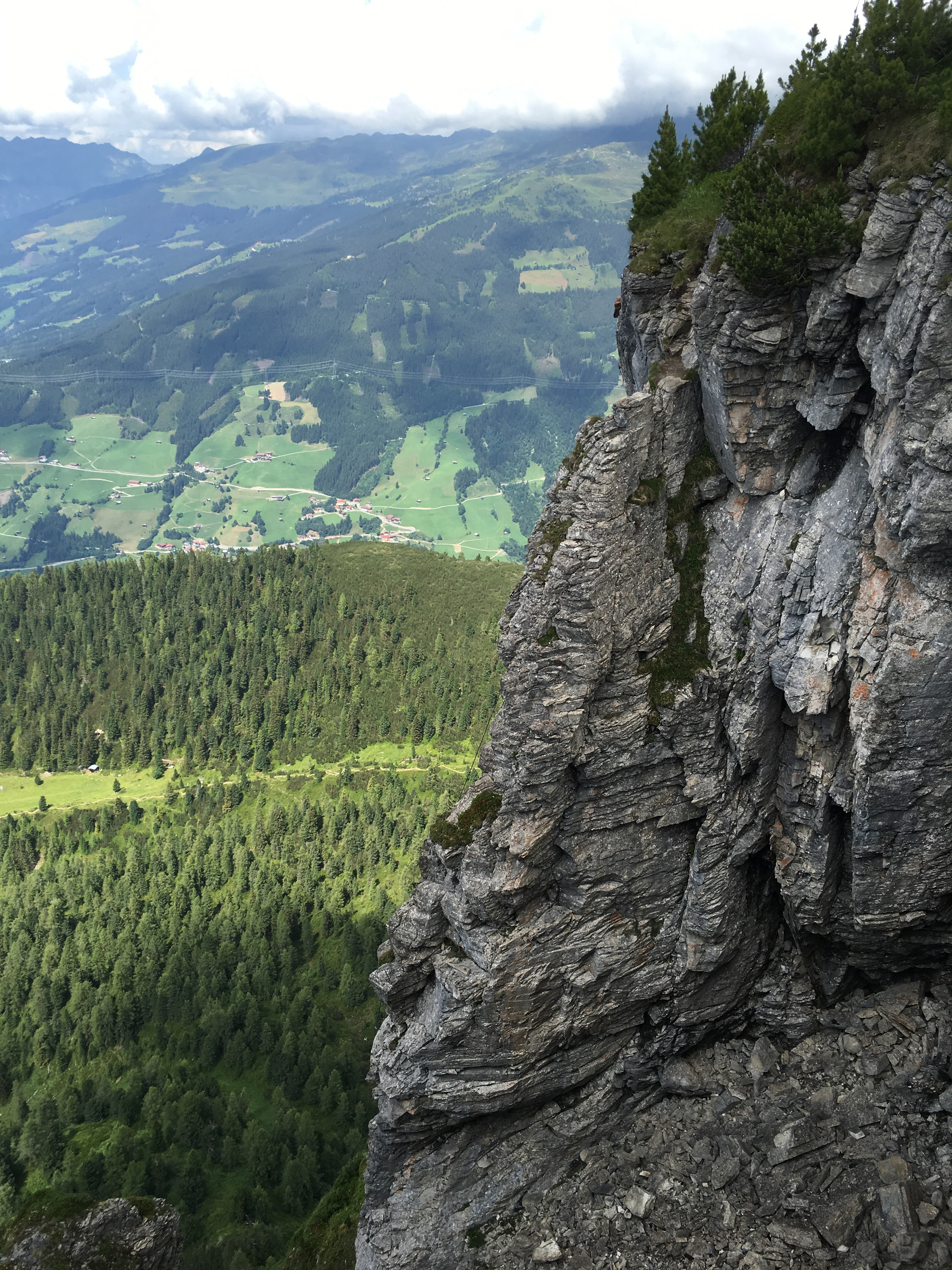
Vue.
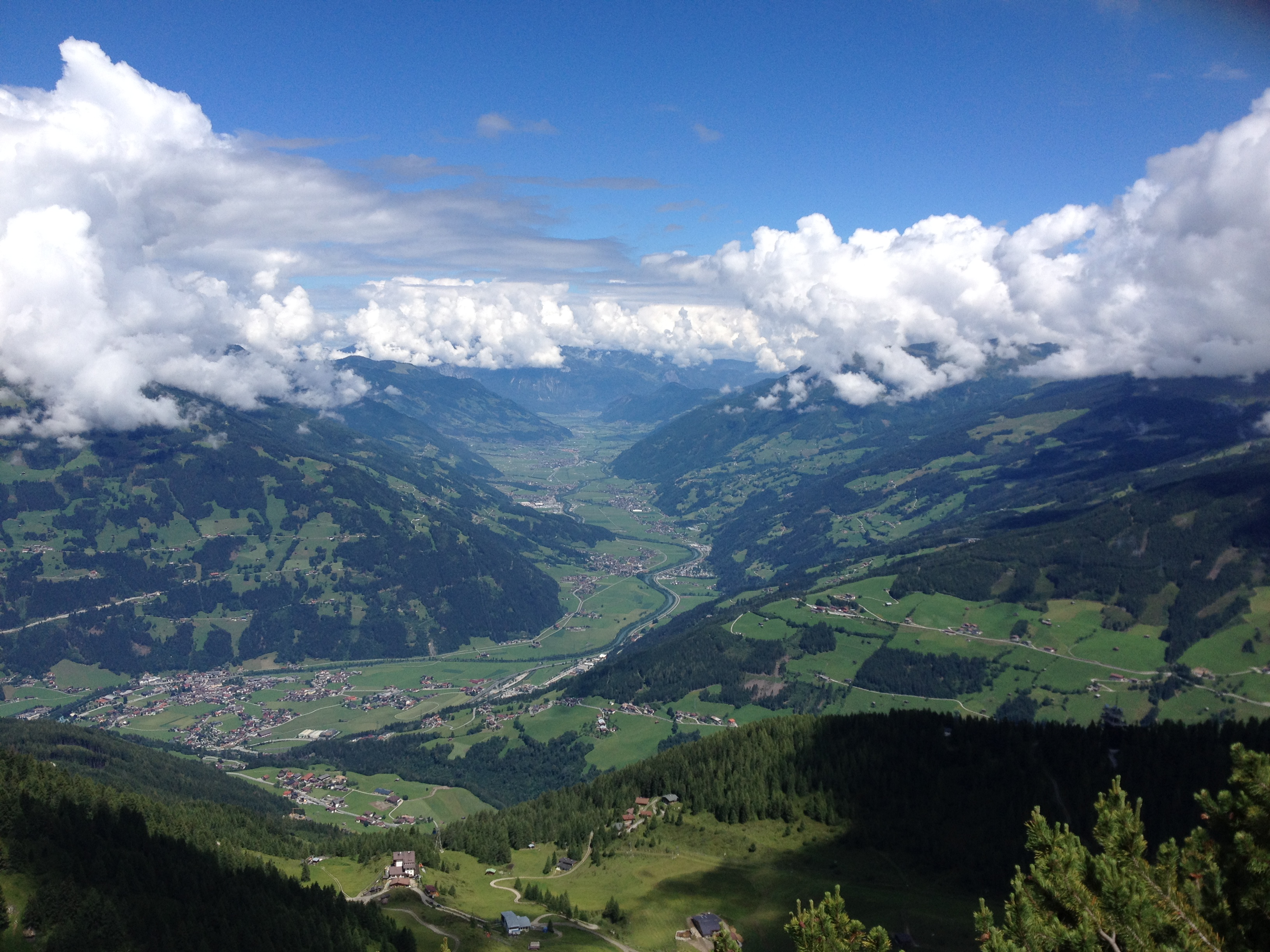
Vue de la vallée.
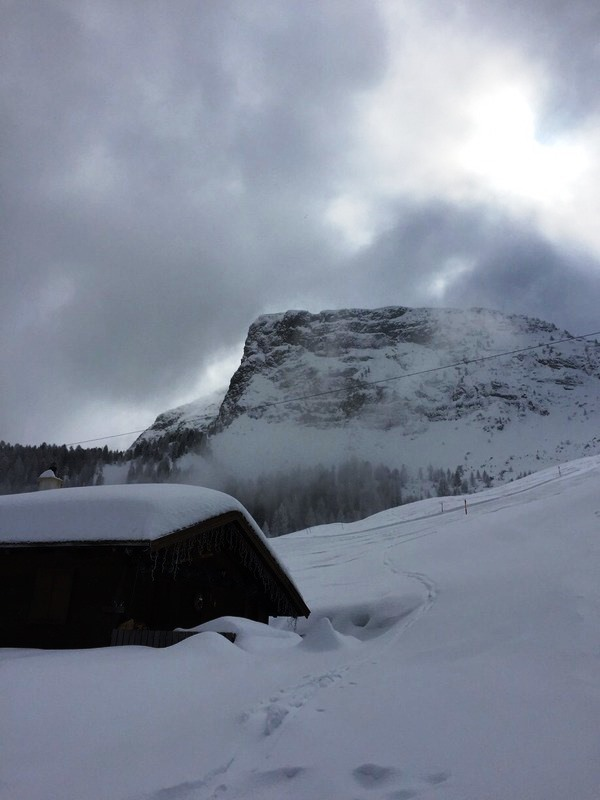
En hiver.